# 제이 애셔
제이 애셔(영어: Jay Asher, 1975년 9월 30일 ~ )는 미국의 소설가이다. 2007년 데뷔 소설 《루머의 루머의 루머》로 잘 알려져 있으며, 이 소설은 2017년 웹드라마화되었다.
(제이 아셰르 라고 표기하기도 한다.)